# Любневице
Любневице (пол. Lubniewice, нем. Königswalde)  —  город  в Польше, входит в Любушское воеводство,  Суленцинский повят.  Имеет статус городской гмины. Занимает площадь 12,11 км². Население — 1924 человека (на 2004 год).

## Фотографии

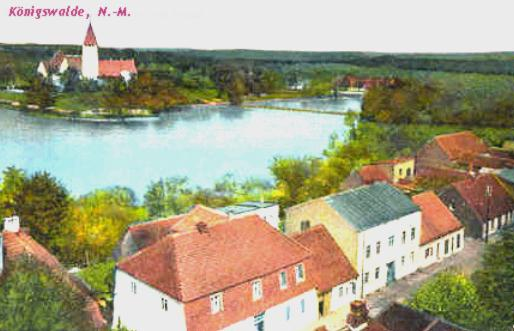
Город в 1900 году
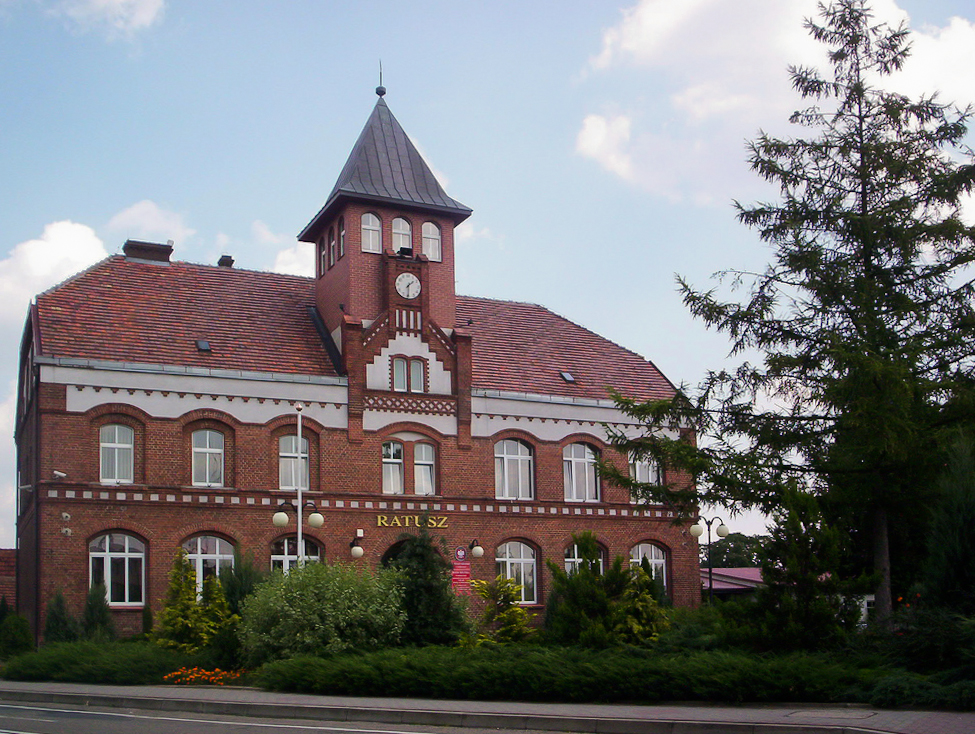
Ратуша
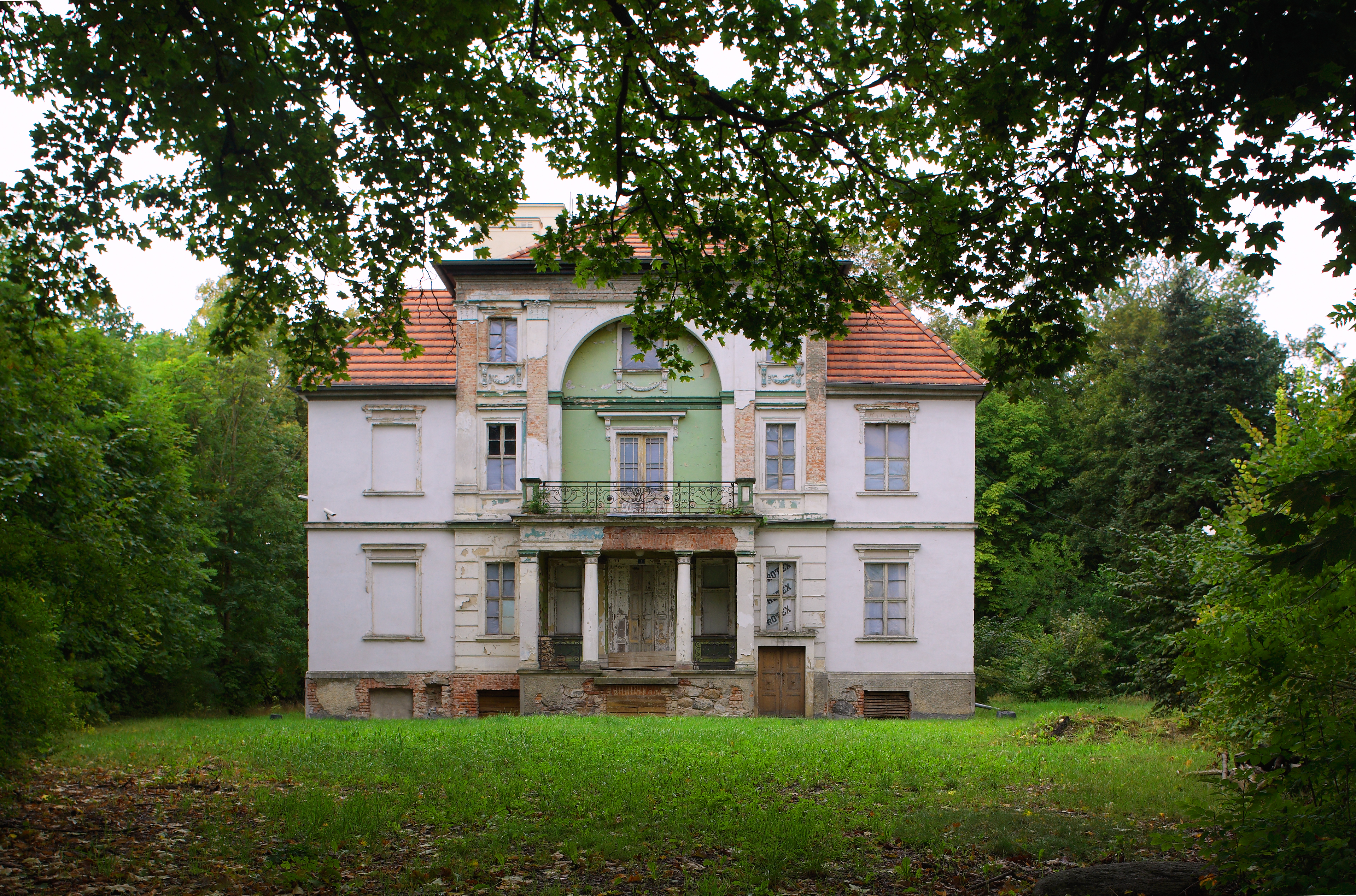
Старый замок (1793)
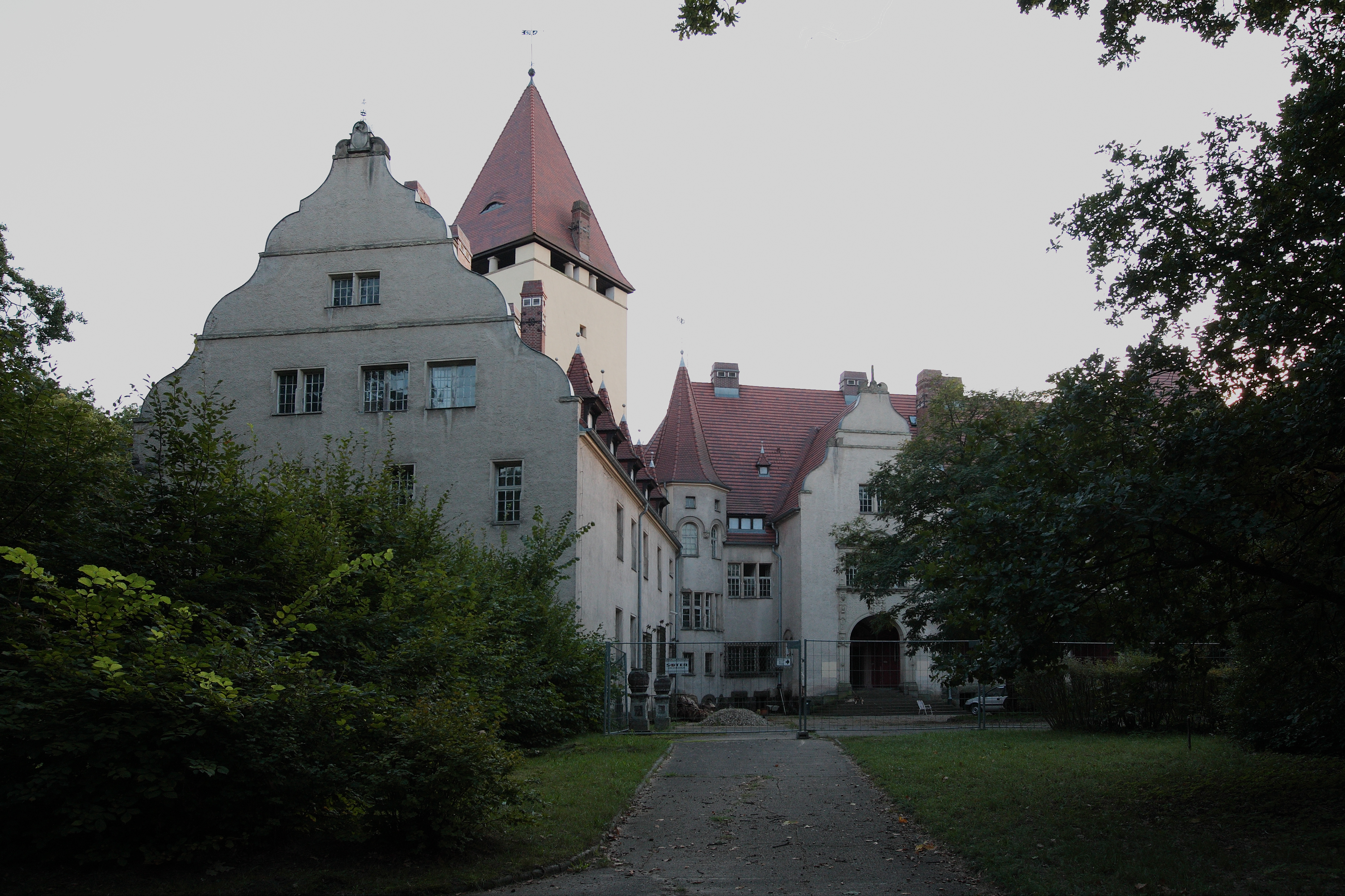
Новый замок (1909)
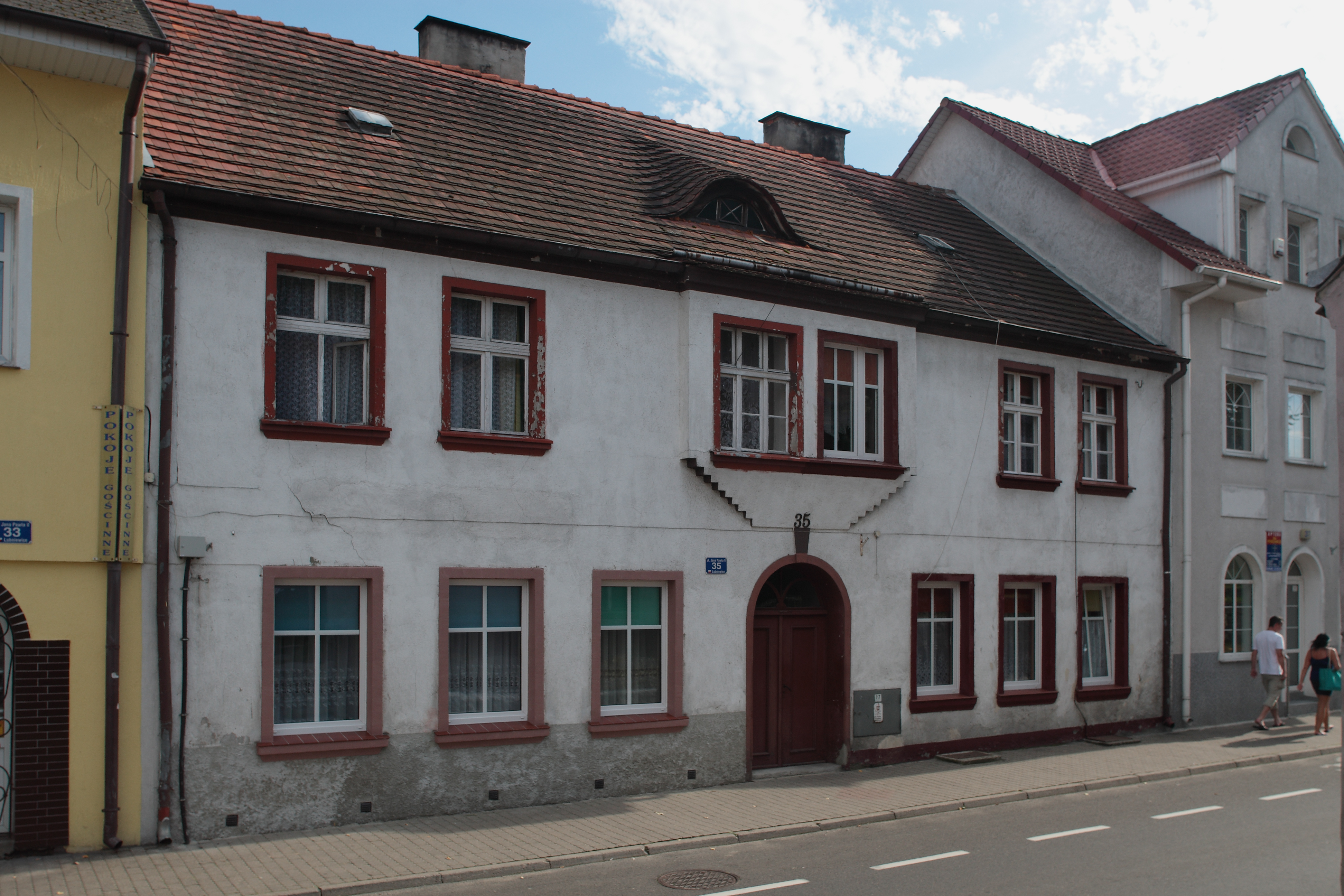
Старый жилой дом
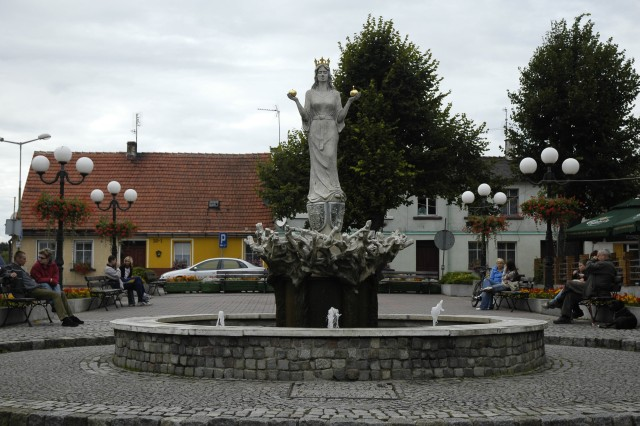
Фонтан
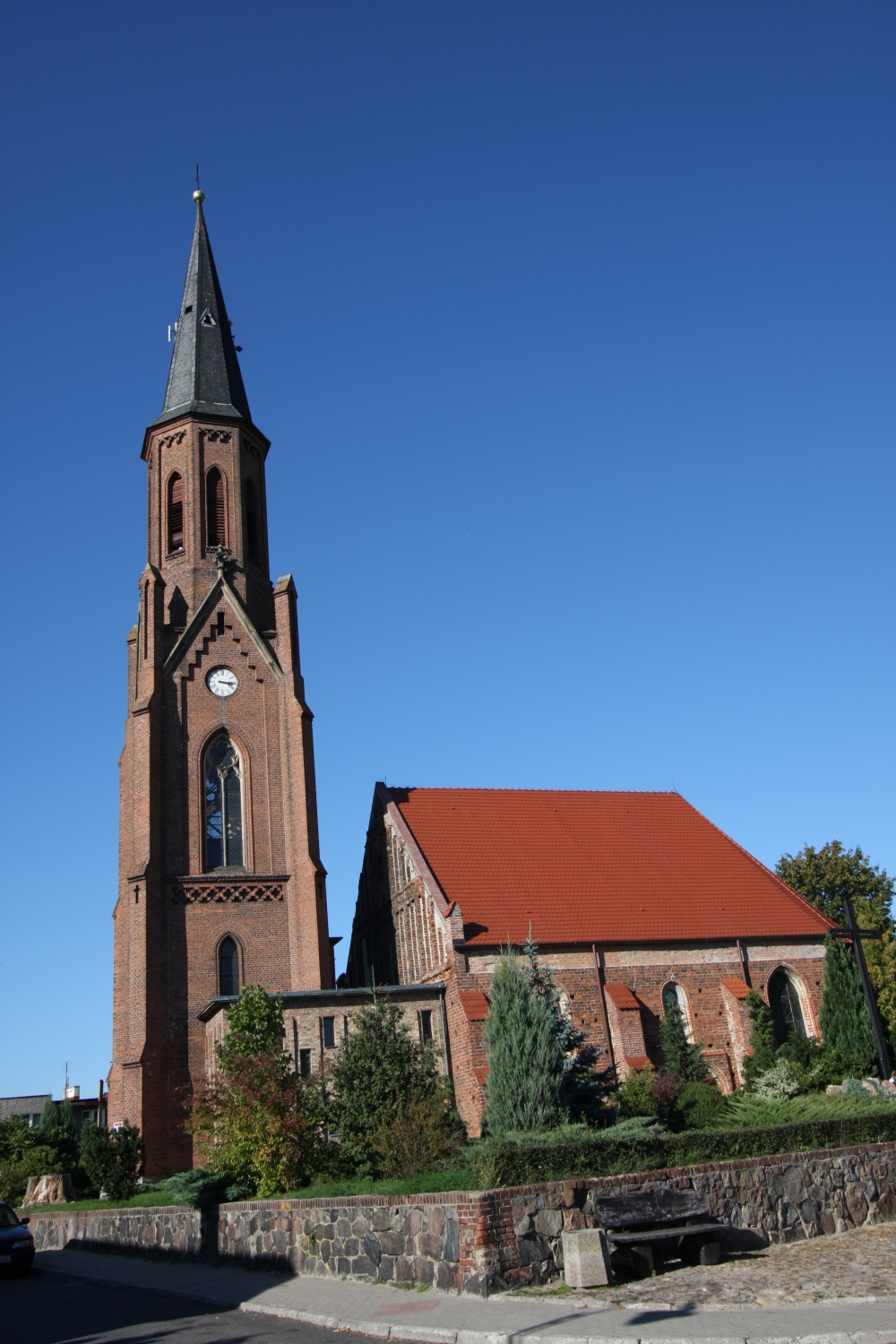
Городская кирха
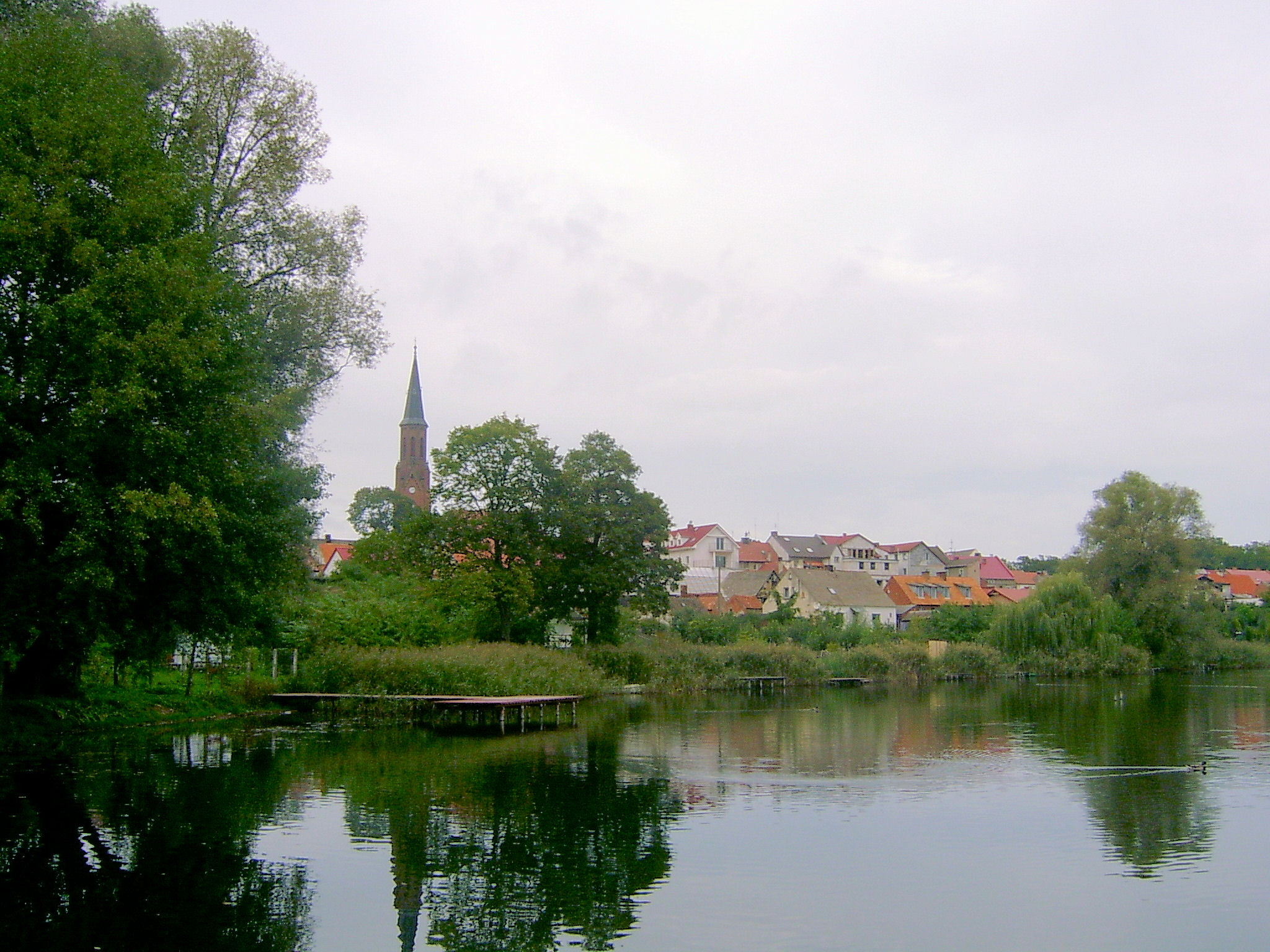
Костёл
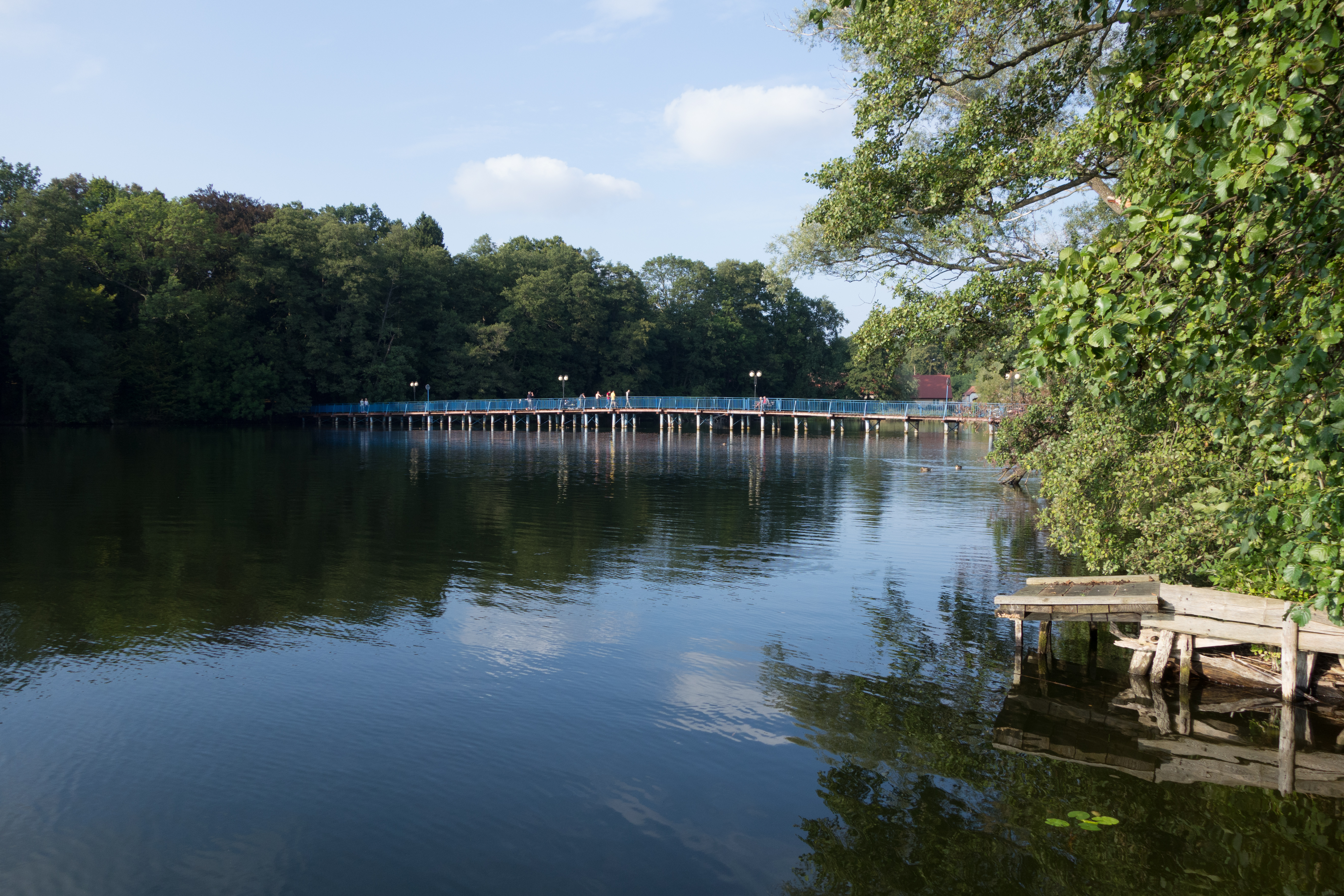
Парк у озера